# Condado de Whitman
El condado de Whitman es uno de los 39 condados del estado estadounidense de Washington.

## Condados adyacentes
- Condado de Spokane (Washington) norte
- Condado de Benewah (Idaho) noroeste
- Condado de Latah (Idaho) este
- Condado de Nez Perce (Idaho) sureste
- Condado de Asotin (Washington) sureste
- Condado de Garfield (Washington) sureste
- Condado de Columbia (Washington) sureste
- Condado de Franklin (Washington) sureste
- Condado de Adams (Washington) oeste
- Condado de Lincoln (Washington) noroeste

## Comunidades reconocidas por el censo

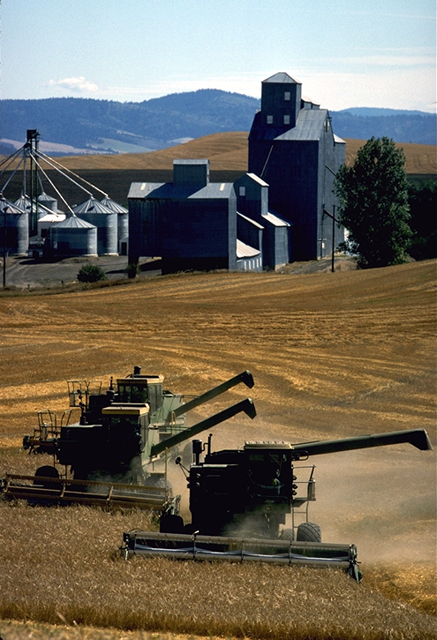
Una granja en el condado de Whitman

- Albion
- Colfax
- Colton
- Endicott
- Farmington
- Garfield
- La Crosse
- Lamont
- Malden
- Oakesdale
- Palouse
- Pullman
- Rosalia
- St. John
- Tekoa
- Uniontown

## Otras comunidades

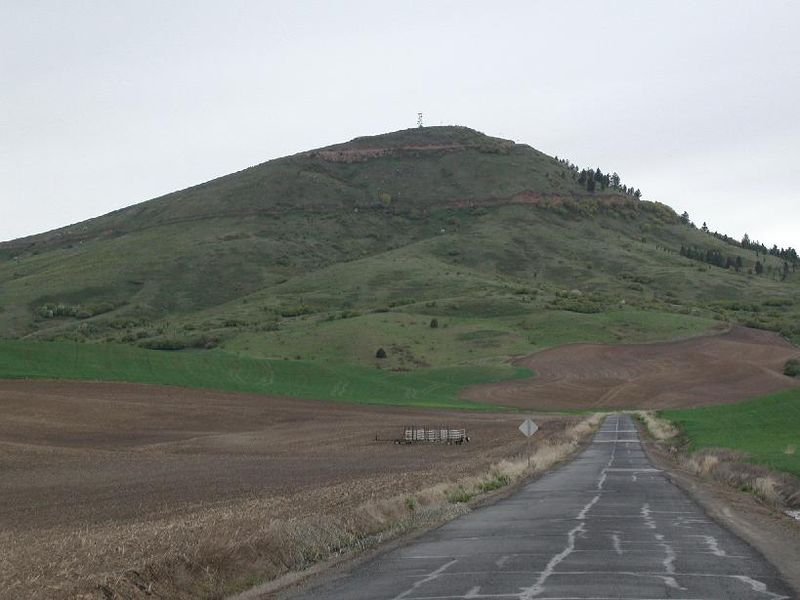
Steptoe Butte está en el condado de Whitman.

- Belmont
- Diamond
- Dusty
- Elberton
- Ewan
- Hay
- Hooper
- Johnson
- Steptoe
- Thornton
- WinonaSteptoe Butte está en el condado de Whitman.